# Orka-1200
Die Orka-1200 ist eine Hubschrauberdrohne für die Seeaufklärung. Sie kann sowohl zivil für die Überwachung des Seehandels, den Küstenschutz und die Verhinderung von illegaler Verklappung, als auch militärisch zur elektronischen Kriegführung (EloKa) und U-Boot-Bekämpfung eingesetzt werden.

## Entwicklung
Es handelt sich um eine Gemeinschaftsentwicklung von EADS Defence & Security und Hélicoptères Guimbal und basiert auf dessen Kleinhubschrauber Cabri G2. Das UAV (Unmanned Aerial Vehicle) startet und landet vertikal. Es kann selbst bei schwerem Seegang von Decks kleiner Schiffe starten.
Die Drohne ist mit einem Seeaufklärungsradar ausgestattet. Die Ausstattung mit einer Video- und einer Wärmebildkamera ist geplant. Neben den oben aufgezählten Einsatzzwecken kann die Drohne auch in Verbindung mit Kampfhubschraubern eingesetzt werden, wobei die Drohne dem Hubschrauber vorausfliegt und mögliche Bedrohungen identifiziert. Dieses Konzept befindet sich noch in der Entwicklung.
Das Luftfahrzeug wurde erstmals auf der Paris Air Show 2003 vorgestellt.

## Technische Daten
| Kenngröße             | Daten                                                 |
| --------------------- | ----------------------------------------------------- |
| Länge                 | 6,2 m                                                 |
| Höhe                  | 5,4 m                                                 |
| Rotorblätter          | 3                                                     |
| Rotordurchmesser      | 7,2 m                                                 |
| max. Startmasse       | 680 kg                                                |
| Nutzlast              | 180 kg                                                |
| Dienstgipfelhöhe      | 3600 m                                                |
| Höchstgeschwindigkeit | 198 km/h                                              |
| Einsatzdauer          | 8 h                                                   |
| Datenreichweite       | 150 km                                                |
| Triebwerke            | Lycoming O-360-J2A Vierzylinder-Boxermotor mit 108 kW |